# جين-لووب بوجيت
جين-لووب بوجيت (بالفرنسية: Jean-Loup Puget)‏ (ولد في 7 مارس 1947) هو عالم فيزياء فلكي فرنسي.